# Castlecrag
Castlecrag är en del av en befolkad plats i Australien. Den ligger i kommunen Willoughby och delstaten New South Wales, i den sydöstra delen av landet, nära delstatshuvudstaden Sydney. Antalet invånare är 2 804.
Trakten är tätbefolkad. Närmaste större samhälle är Sydney, nära Castlecrag. 
Runt Castlecrag är det i huvudsak tätbebyggt. Genomsnittlig årsnederbörd är 1 380 millimeter. Den regnigaste månaden är februari, med i genomsnitt 200 mm nederbörd, och den torraste är juli, med 36 mm nederbörd.